# Пейтон Ройс
Касса́ндра Ли́ Макинто́ш (англ. Cassandra Lee McIntosh, род. 10 ноября 1992, Сидней) — австралийский рестлер. В настоящее время выступает в Impact Wrestling под именем Кэсси Ли, где является командной чемпионкой нокаутов Impact, вместе с Джессикой Маккей.
Известна по выступлениям в WWE под именем Пейтон Ройс, где являлась командной чемпионкой WWE среди женщин вместе с Билли Кей.
Макинтош дебютировала в профессиональном рестлинге в феврале 2009 года в женском промоушене Pro Wrestling Women’S Alliance (PWWA) с рингнеймом KC Кэссиди и в течение нескольких лет выступала на независимой сцене в нескольких промоушенах, став однократной чемпионкой PWA Women’s Champion, и выиграв Мемориальный кубок Веры и Дженни в поддержку борьбы с раком молочной железы. В 2017 году Макинтош подписала контракт с WWE и была назначена представителем бренда WWE NXT в Орландо, штат Флорида.

## Ранняя жизнь
Кэсси Макинтош родилась в Сиднее, штат Новый Южный Уэльс, позже переехав в Мельбурн, штат Виктория, а затем в Калгари, провинция Альберта, Канада, чтобы тренироваться с Лэнсом Штормом. До своего обучения она превосходно танцевала. Посещала ту же среднюю школу, Вестфилдс Спортс, что и её коллега-рестлер и будущий командный партнёр Билли Кей. Макинтош начала следить за реслингом в возрасте 9 лет и заявляет, что Эдди Герреро был её вдохновителем , чтобы стать профессиональным рестлером.

## Карьера профессионального рестлера

### Независимая сцена (2009—2015)
Дебютный матч Макинтош в профессиональном рестлинге состоялся в PWWA 28 февраля 2009 года, где она выступала под псевдонимом KC Кэссиди. Объединившись с Робби Иглзом, они успешно победили команду Мэдисон Иглз и Майка Валуэбла. В течение следующего года в рамках промоушена она обменивалась победами с Джесси МакКей в одиночных матчах, включая поражение в матче за чемпионство PWWA. 7 января 2011 года безуспешно бросила вызов Мэдисон Иглз в матче за чемпионство PWWA. 20 июня 2011 года, КС Кэссиди и Tениэль Тайла победили Элизу Свей и Шайзу МакКензи. Кэссиди дважды выступала в Американском женском промоушене Shimmer Women Athletes в качестве командного партнёра Бэмби Холла. Первоначально должна была стать соперником для Су Юнг на турнире Shine Wrestling в Йбор-Сити, штат Флорида, но вместо этого её заменила Рии О’Рейли. Также она выступала в рекламных акциях Pro Wrestling Alliance Australia, New Horizons Pro Wrestling, Melbourne City Wrestling и Riot City Wrestling.

### WWE (2015-по настоящее время)

#### NXT (2015—2018)
Макинтош получила пробу в WWE во время их тура по Австралии в августе 2014 года и 13 апреля 2015 года стала стажером NXT. Дебютировала на ринге, в эпизоде NXT 15 мая, используя псевдоним для боя KC Кэссиди, проиграв чемпионке NXT среди женщин Саше Бэнкс. На эпизоде NXT 22 июля Макинтош (в роли Кэсси) проиграла Еве Мари После того, как она была фейсом на протяжении всего своего предыдущего забега в NXT, Ройс начала выступать как хил проиграв в матче без титула на кону чемпионке NXT среди женщин Бейли 9 декабря эпизода NXT. На эпизоде NXT 13 января 2016 года Ройс участвовала в баттл-рояле за претендентство номер один Женского Чемпионство NXT Бэйли, которая выиграла Кармелла.
В октябре Ройс заключил союз с Билли Кей, позже получившим название культового дуэта The Iconic Duo, а позже вступил во фьюд с Лив Морган, дуэт постоянно атаковал и побеждал Морган в одиночных матчах. В итоге это привело к командному матчу из шести женщин на NXT TakeOver: Toronto, который был записан и транслировался для эпизода NXT 23 ноября, в котором Алия, Эмбер Мун и Морган победили Кей, Ройс и их партнёра Дарью Беренато. В конце декабря, Кей и Ройс были помещены в короткую вражду с чемпионкой NXT среди женщин Аской после того, как последняя заявила, что для неё нет никакой конкуренции. Это привело к четырёх-стороннему фатальному матчу, в котором также участвовала Никки Кросс, на PPV NXT TakeOver: San Antonio 28 января 2017 года, в котором и Кей, и Ройс не смогли выиграть Женское Чемпионство.

#### The IIconics (2018—2021)

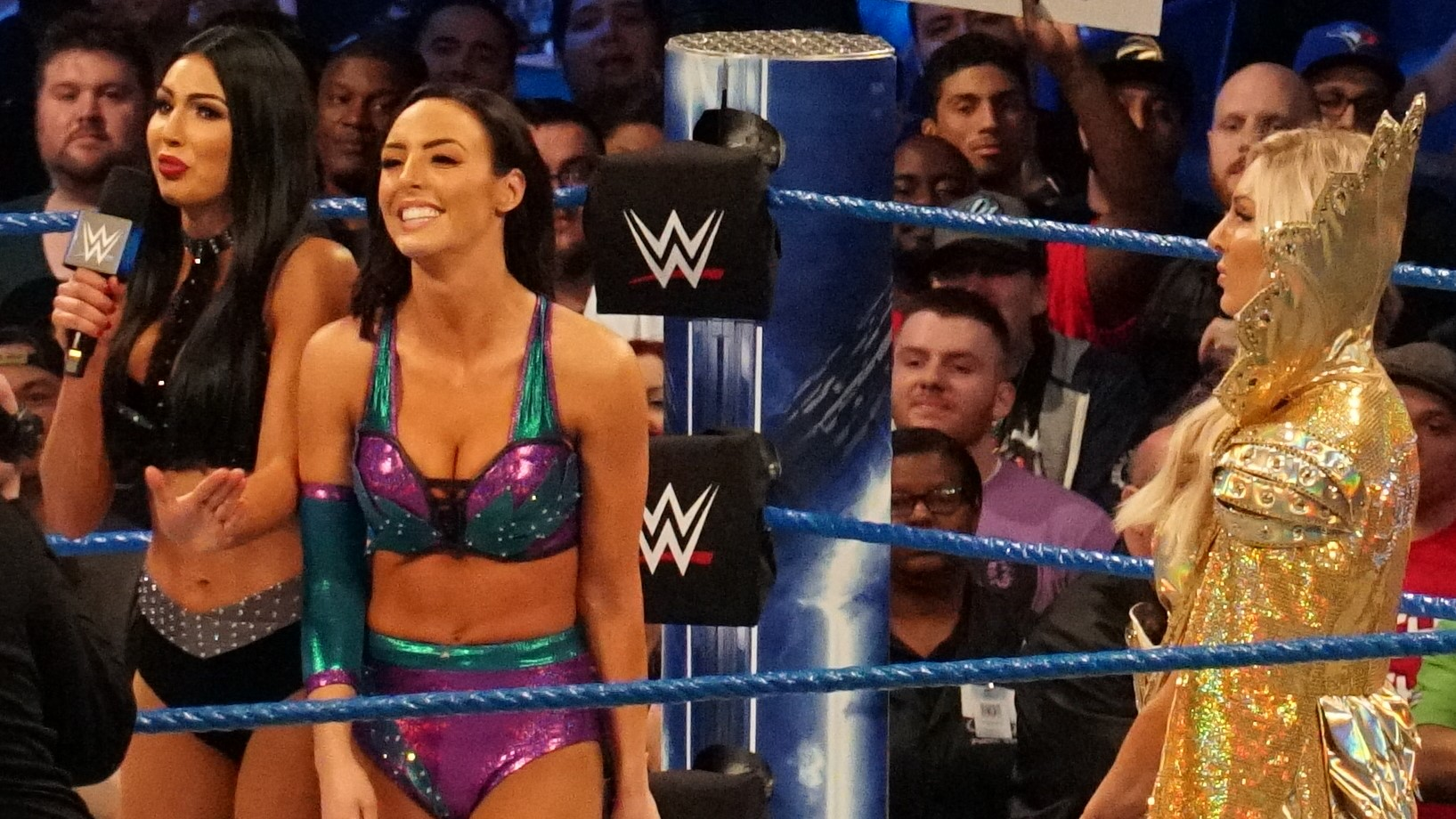
The IIconics дебютируют на SmackDown прервав Шарлотту Флэр

10 апреля 2018 года в эпизоде SmackDown Live Кей и Ройс дебютировали в основном ростере, получившие новое название IIconics, атакуя тогдашнюю Женскую Чемпионку WWE SmackDown Шарлотту Флер, пока она вырезала промо-ролик о своем матче на WrestleMania 34. Спустя неделю Кей проиграла Флер. В своем первом матче вместе в основном ростере IIconics одержали свою первую победу над Аской и Бекки Линч. В течение следующих нескольких месяцев Кей участвовала в различных одиночных и командных матчах, но в итоге проигрывала. В Августе, IIconics начали свою первую вражду в основном ростере, с Наоми, и эти двое смогли победить её в одиночных матчах. Позже, Наоми объединилась с Аской, но проиграли IIconics на WWE Super Show-Down 6 октября, проходившем в Австралии на родине последних. Три недели спустя Кей и Ройс приняли участие в первом женском ППВ WWE Evolution они были первыми двумя выбывшими из баттл-роялля за будущий матч женского чемпионства.
27 января 2019 года Кей и Ройс вступили в свой первый Royal Rumble матч на одноимённом ППВ выйдя под номером 7 и номером 9, и им удалось устранить Никки Кросс, позже была устранена и Лэйси Эванс. 17 февраля на ППВ Elimination Chamber IIconics выступали в командном Elimination Chamber матче за первые Женские командные чемпионства WWE, которые выиграли Саша Бэнкс и Бэйли. В марте IIconics начали вражду с Бэнкс и Бэйли, которых они победили в матче без титула. Из-за их победы, они (и две другие команды) бросили вызов Бэнкс и Бэйли за командные чемпионства WrestleMania 35 в фатальном четырёхстороннем матче. Мероприятие, состоялось 7 апреля, IIconics выиграли матч после того, как Кей удержала Бэйли, впервые выиграв Командное чемпионство WWE среди женщин. На эпизоде Raw 5 августа IIconics проиграли титулы Алексе Блисс и Никки Кросс в фатальном четырёхстороннем матче. 28 октября IIconics проиграли в командном матче против Шарлот Флэр и Натальи. 11 мая IIconics вернулись на Monday Night Raw для матча без титула против Алексы Блисс и Никки Кросс. Дуэт проиграл из-за того, что Пейтон напала на Блисс. Это привело к спору за кулисами, где Кей ударила Ройса, а затем принесла извинения.
15 апреля 2021 года Ройс и Билли Кей была освобождены от контракта с WWE.

### Impact Wrestling (2021-н.в.)
На Knockouts Knockdown 9 октября 2021 года было объявлено, что The IIconics, теперь известные как The IInspiration, дебютируют в Impact Wrestling на Bound for Glory. На Bound for Glory они победили Хэвок и Розмари и выиграли титул командных чемпионов нокаутов Impact.

## Другие медиа
Ройс дебютировала в видеоигре WWE в качестве игрового персонажа в WWE 2K18 и с тех пор появилась в WWE 2K19 и WWE 2K20.

## Личная жизнь
В августе 2019 года вышла замуж за рестлера Шона Спирса (известного в WWE как Тай Дилинджер).

## В реслинге
- Завершающие приемы
  - Как Пейтон Ройс
    - Venus Fly-Trap Suplex / Peyton-Plex (рыбацкий суплекс в удержание)
    - Гори-некбрейкер

  - Как KC Кэссиди
    - Legsweep DDT
- Коронные приемы
  - Corner foot choke
  - Forward Russian legsweep
  - Headbutt
  - Hey Mickey (Тигровый финт удар ногой в голову противника накинутого на вторую веревку)
  - Hurricanrana
  - Kneeling jawbreaker
- С Билли Кей
  - Командные завершающие финишеры
  - Knee strike to the head of an opponent held in a wheelbarrow position
  - Running one-handed bulldog dropped into kneeling knee
- Командные завершающие финишеры
  - Double arm winger followed by a back kick to the opponent’s midsection and back
  - Double suplex
- Менеджеры
  - Билли Кей
- Команды и группировки
  - The IIconics (с Билли Кей)
- Прозвища
  - Венерина мухоловка («The Venus Fly Trap) (из NXT)»
- Музыкальные темы
  - «Holla Back» by Dennis Winslow, Robert J Walsh & Ronn L Chick (NXT; September 9, 2015)
  - «Beautiful Sexy Fierce» by Ashley Jana (NXT; December 9, 2015)
  - «Sultry (XO)» by CFO$ (NXT; May 18, 2016-present)

## Титулы и достижения
- Melbourne City Wrestling
  - Победительница MCW Vera and Jenny Memorial Cup (2014)[8][9]
- Prairie Wrestling Alliance
  - Чемпионка PWA Women’s (1 раз)[7]
- Pro Wrestling Illustrated
  - PWI ставит её под № 43 из топа 50 женских рестлеров в 2017 году[60]
- Sports Illustrated
  - Ставит её под № 24 в топе 30 женских рестлеров 2018 года[61]
- WWE
  - Командная чемпионка WWE среди женщин (1 раз) — с Билли Кей[62]
  - NXT Премия года (1 раз)
    - Прорыв года (2016)[63] — с Билли Кей